# Operation Pedal
1941

Versenkung der Force Z 
1942

C –
Ironclad 
1944

Diplomat –
Cockpit –
Transom –
Councillor –
Pedal –
Crimson –
Banquet –
Light –
Millet –
Outflank –

ab 22. Nov. als British Pacific Fleet Robson 
1945

Lentil –
Meridian –
Suffice –
Stacey –
Transport –
Onboard –
Penzance –
Passbook –
Sunfish –
Bishop –
Dukedom –
Mitre –
Irregular –
Balsam –
Bedlam Green –
Collie –
Livery –
Jurist –
Tiderace
Die Operation Pedal war ein britischer, trägergestützter Luftangriff auf japanische Einrichtungen in Port Blair und an anderen Orten in der Gruppe der Andamanen im Golf von Bengalen während des Pazifikkriegs im Zweiten Weltkrieg.

## Vorbereitung
Nach der Operation Councillor, einem vorgetäuschten Angriff auf Sabang, war schnell klar geworden, dass die Stärke der Flugzeuggeschwader zu gering war. So wurde dem Flugzeugträger Illustrious für die nächsten beiden Operationen das Geschwader 1837 mit weiteren 14 Corsair-Jägern zugeteilt. Um die zusätzlichen Jäger aufzunehmen, sollten die beiden Barracuda-Staffeln verkleinert werden, wobei die nicht an Bord befindlichen Flugzeuge auf dem Stützpunkt Minneriya der Royal Air Force auf Ceylon an Land gehalten wurden. Die Illustrious war für die Operation Pedal somit mit einem Rekord von 57 eingeschifften Flugzeugen; 15 Barracudas (neun von der 810. Schwadron und sechs von der 847. Schwadron) und 42 Corsairs (jeweils 14 von der 1830., 1833. und 1837 Schwadron) bestückt.

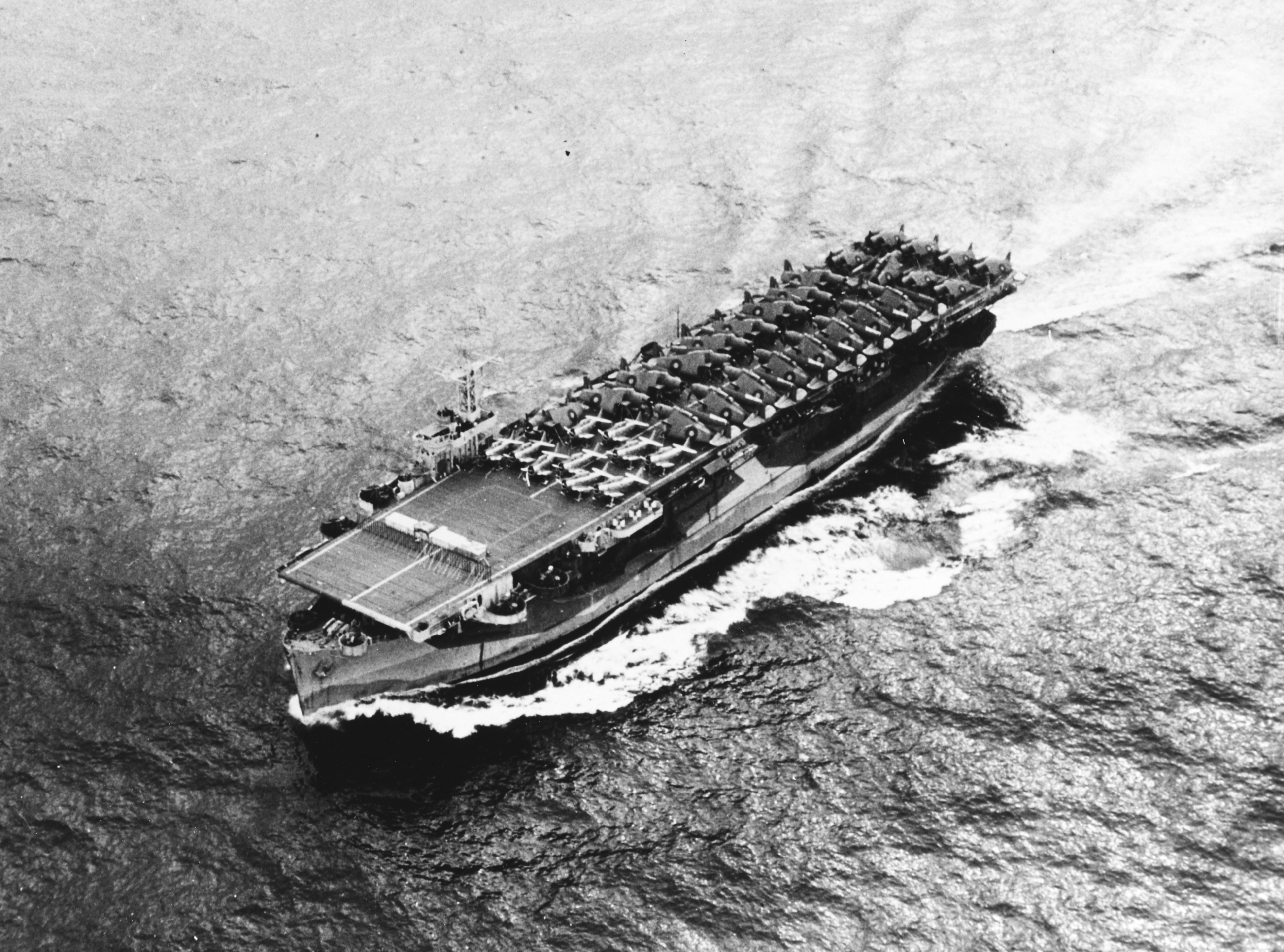
Der Geleitträger Atheling in voller Fahrt

Die für die Operation Pedal unter dem Kommando von Vizeadmiral Arthur Power zusammengestellte Task Force 60 bestand aus dem Flugzeugträger Illustrious und dem Geleitträger Atheling. Zur Deckung und dem Vorstoß gegen Port Blair auf den Andamanen waren zusätzlich der Schlachtkreuzer Renown und das französische Schlachtschiff Richelieu, sowie die Leichten Kreuzer Ceylon, Kenya, Nigeria, Phoebe und die acht Zerstörer Rotherham, Quality, Racehorse, Quickmatch, Quilliam, Raider, Roebuck und Relentless zugeteilt. Die U-Boote Clyde und Tantivy waren für die Luft/See Rettung zuständig. Die Aufgabe der Task Force 60 bestand darin, einen Ablenkungsangriff gegen Port Blair zu führen, der die japanischen Flottenteile binden sollte, die gegen die US-Operation Forager auf den Marianen eingesetzt werden könnten.

## Durchführung derOperation Pedal

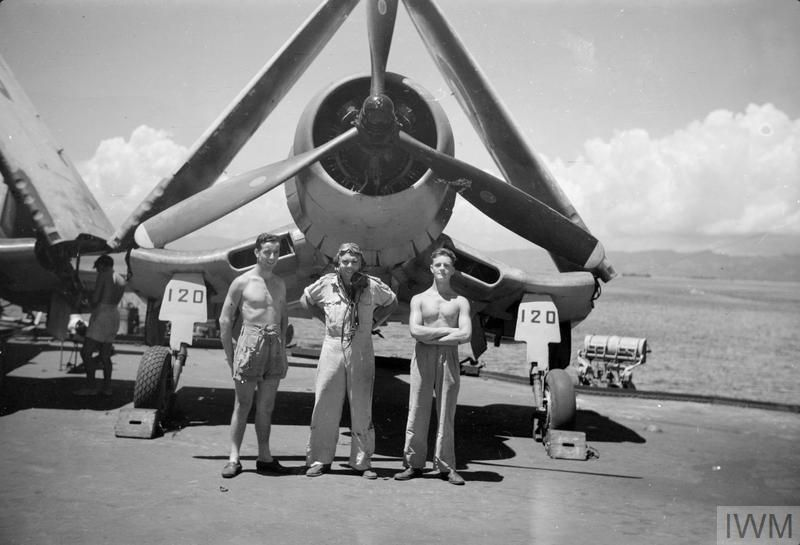
Männer der 1833. Schwadron auf dem Flugdeck der Illustrious

Die Task Force 60 verließ Trincomalee auf Ceylon am 19. Juni. Am frühen Morgen des 21. Juni nahm sie unter einer 4,5 Kilometer hohen Wolkendecke eine Position etwas mehr als 150 Kilometer westlich von Port Blair ein. Acht Corsairs wurden von der Illustrious für einen Deckungsschirm gestartet. Anschließend starteten von beiden Trägern insgesamt 15 Barracudas, unterstützt von 16 Corsairs, einen Luftangriff auf Port Blair. Die Barracudas waren für die Bombardierung der Hafenanlagen vorgesehen. Die eine Hälfte der Corsairs sollte die Schifffahrt, eine Wasserflugzeugbasis in der Phoenix-Bucht, ein Sägewerk auf der Insel Chatham im Norden von Port Blair und ein japanisches Hauptquartier, sowie weitere militärische Einrichtungen im Hafen von Aberdeen beschießen. Die andere Hälfte wurde zu zwei nahe gelegenen Flugplätzen geschickt und sollte die dort geparkten japanischen Flugzeuge angreifen.
Die Flugzeuge trafen auf starkes Flugabwehrfeuer, als sie durch vereinzelte Regenstürme über ihre Ziele flogen. Das schlechte Wetter machte die Bombenangriffe schwierig und eine Bewertung der Ergebnisse so gut wie unmöglich, da viele der Bomben nach dem Abwurf nicht mehr gesehen wurden.

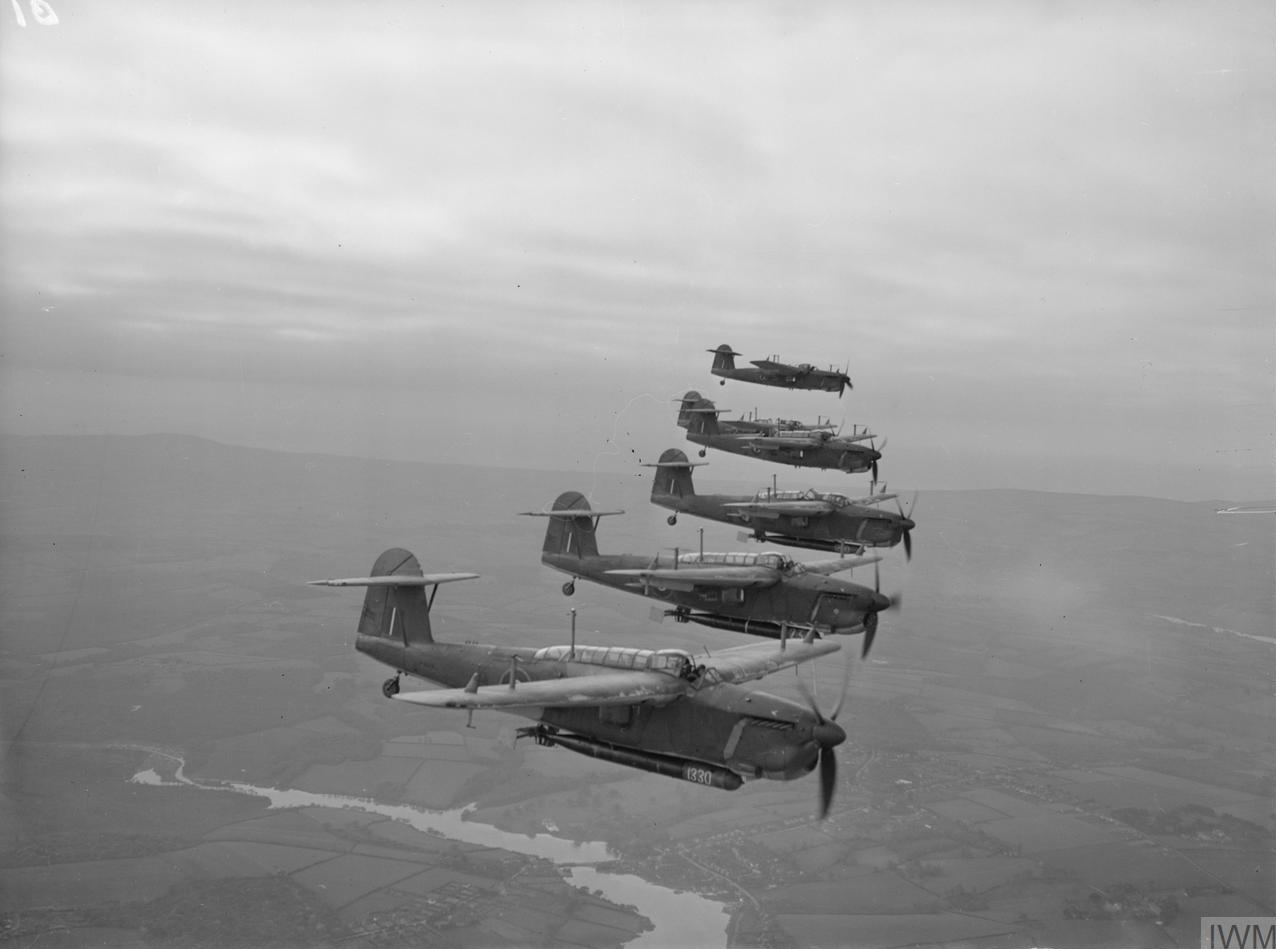
Fünf Fairey Barracuda Torpedobomber im Flug

Trotz allem gelangen den Flugzeugen etliche Treffer, so konnte die Radarstation Mount August vollständig zerstört werden und die Radarstation Mount Harriet und der Turm wurden von Corsairs beschädigt. Zwei einmotorige japanische Flugzeuge wurden auf dem Hauptflugplatz in Port Blair in Brand gesetzt. Auf der zweiten Landebahn waren allerdings keine abgestellten Flugzeuge zu sehen.
Eine Barracuda wurde über Port Blair abgeschossen, während es einer beschädigten Corsair gelang, sich über die Küstenlinie zurückzukämpfen, damit der Pilot aus dem Wasser gerettet werden konnte. Alle anderen Maschinen, auch vier beschädigte, konnten wieder auf die Träger zurückkehren.
Nach der Landung auf den Flugzeugträgern zog sich die Force 60 am 21. Juni mit hoher Geschwindigkeit nach Westen zurück. Während dieser Operation näherte sich keine japanischen Flugzeuge der Flotte. Am Morgen des 23. Juni 1944 erreichte die Flotte wieder Trincomalee.

## Auswirkungen auf die britischen maritimen Luftstreitkräfte
Die bisherige geringe Anzahl von Kampfflugzeugen, die von britischen Flugzeugträgern befördert wurden (etwa um 30), war ihr größter Nachteil im Vergleich zu ihren US-Pendants. Durch eine neu ausgerichtete und geschickte Anordnung der Hangars und die Nutzung eines Parkdecks konnte die Zahl der verfügbaren Flugzeuge gegenüber den US-Trägern von rund einem Drittel auf rund zwei Drittel gesteigert werden.
Im Verlauf der Operation Pedal hatte die Illustrious mehr als 50 Flugzeuge gleichzeitig in der Luft, was eine große Errungenschaft für die britische Seeluftwaffe war, die sich auf ihre weitere Rolle im Pazifik vorbereitete.
Das Verhältnis von Corsairs zu Barracudas spiegelte wider, dass sich die Royal Navy ebenso wie die Royal Air Force, damals stark auf den schnellen Kampfjäger als Offensivwaffe, anstelle des leistungsschwächeren Spezialleichtbombers zubewegten.